# 剣ひとすじ
剣ひとすじ（けんひとすじ）は、美空ひばりのシングル。1981年3月5日に日本コロムビアから発売された。

## 概要
- A面『剣ひとすじ』は芸能生活35周年記念曲であり、1981年6月25日に日本武道館で開かれたリサイタルでも披露された[2]ほか、同年の第7回日本演歌大賞で特別功労賞を受賞した際にも「人恋酒」と共に披露された。大賞当日は大阪で舞台に出ていたため出席できず、別日にTBSのスタジオで収録されたVTRが放映された。玉置宏の司会進行で、制定委員長の吉田正から表彰され、記念のトロフィーとこけしが贈られた。玉置は「35年。それは長い長いひとすじの道でした。しかし、ひばりさんには、その一日一日が歌に燃えた悔いのない人生でした！」と紹介している。
- 同曲からはカラオケ技術の進歩もあって、1987年『好きなのさ』まではカラオケでのレコーディングであった[3]。
- 1981年3月6日の35周年祝賀会はフジテレビ「スター千一夜」で放映されたが、その中でひばりは、『剣ひとすじ』の歌詞で「『強いばかりが勝ちじゃない 負ける弱さが人間なのさ』が本当に好き」と語っている。
- 2003年にシングル化された未発表曲「武蔵流転」（1980年に美空ひばり主演の舞台用に制作されたが舞台が上演されず未発表となっており、2003年にNHK BS2・NHK BSハイビジョン『剣豪への道 クイズ武蔵が行く』の挿入歌に起用された[4]）は、B面『花の恋姿』と同じ青山五平作詞・伊藤雪彦作曲による楽曲であるが、C面にはメロディが「剣ひとすじ」で詩が「武蔵流転」という変わり種の「武蔵流転パートII」が収録された[5]。

## 収録曲
両曲共　作曲：伊藤雪彦、編曲：佐伯亮
1. 剣ひとすじ
  - 作詞：石本美由起
2. 花の恋姿
  - 作詞：青山五平